# Champtocé-sur-Loire
Ne doit pas être confondu avec Champtoceaux.
Champtocé-sur-Loire est une commune française située dans le département de Maine-et-Loire, en région Pays de la Loire.

## Géographie

### Localisation
Commune angevine de la rive droite (nord) de la Loire, Champtocé-sur-Loire se trouve à l'ouest de Saint-Georges-sur-Loire, sur les routes D 219, Villemoisan / Montjean-sur-Loire, et N 23, Ingrandes / Saint-Georges-sur-Loire (route nationale Angers Nantes). L'Autoroute A11 passe au nord de la commune, donnant un accès à la zone Anjou Acti-Parc qui comprend plusieurs entreprises (technologie, bâtiment, etc.).

### Hydrographie
Une boire (bras de la Loire), la boire de Champtocé, alimentée par les eaux de la Romme, rejoint le fleuve à Ingrandes. Elle était autrefois navigable, et permettait également le flottage du bois et l'approvisionnement du château de Champtocé.

### Climat
Pour des articles plus généraux, voir Climat des Pays de la Loire et Climat de Maine-et-Loire.
En 2010, le climat de la commune est de type climat océanique altéré, selon une étude du CNRS s'appuyant sur une série de données couvrant la période 1971-2000. En 2020, Météo-France publie une typologie des climats de la France métropolitaine dans laquelle la commune est exposée à un climat océanique et est dans la région climatique Bretagne orientale et méridionale, Pays nantais, Vendée, caractérisée par une faible pluviométrie en été et une bonne insolation.
Pour la période 1971-2000, la température annuelle moyenne est de 11,9 °C, avec une amplitude thermique annuelle de 13,9 °C. Le cumul annuel moyen de précipitations est de 707 mm, avec 11,9 jours de précipitations en janvier et 5,9 jours en juillet. Pour la période 1991-2020, la température moyenne annuelle observée sur la station météorologique de Météo-France la plus proche, sur la commune d'Angrie à 19 km à vol d'oiseau, est de 12,3 °C et le cumul annuel moyen de précipitations est de 710,5 mm,. Pour l'avenir, les paramètres climatiques de la commune estimés pour 2050 selon différents scénarios d'émission de gaz à effet de serre sont consultables sur un site dédié publié par Météo-France en novembre 2022.

## Urbanisme

### Typologie
Au 1er janvier 2024, Champtocé-sur-Loire est catégorisée bourg rural, selon la nouvelle grille communale de densité à sept niveaux définie par l'Insee en 2022.
Elle est située hors unité urbaine. Par ailleurs la commune fait partie de l'aire d'attraction d'Angers, dont elle est une commune de la couronne,. Cette aire, qui regroupe 81 communes, est catégorisée dans les aires de 200 000 à moins de 700 000 habitants,.

### Occupation des sols
L'occupation des sols de la commune, telle qu'elle ressort de la base de données européenne d’occupation biophysique des sols Corine Land Cover (CLC), est marquée par l'importance des territoires agricoles (89,3 % en 2018), en diminution par rapport à 1990 (90,8 %). La répartition détaillée en 2018 est la suivante : 
prairies (43,9 %), terres arables (28,6 %), zones agricoles hétérogènes (16,9 %), forêts (3,4 %), espaces verts artificialisés, non agricoles (2,2 %), zones urbanisées (1,9 %), eaux continentales (1,6 %), zones humides intérieures (0,9 %), zones industrielles ou commerciales et réseaux de communication (0,3 %), espaces ouverts, sans ou avec peu de végétation (0,3 %). L'évolution de l’occupation des sols de la commune et de ses infrastructures peut être observée sur les différentes représentations cartographiques du territoire : la carte de Cassini (XVIIIe siècle), la carte d'état-major (1820-1866) et les cartes ou photos aériennes de l'IGN pour la période actuelle (1950 à aujourd'hui).

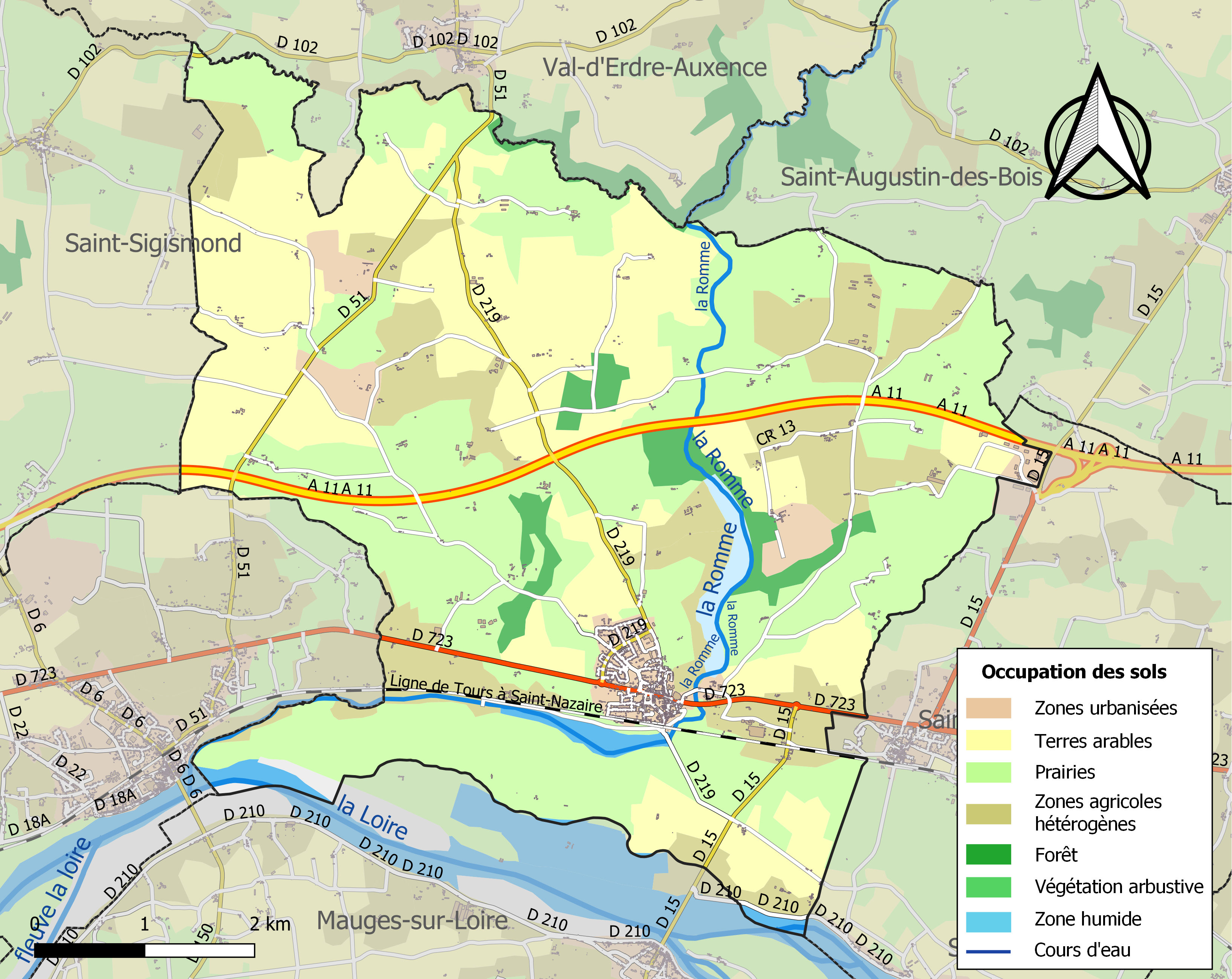
Carte des infrastructures et de l'occupation des sols de la commune en 2018 (CLC).

## Toponymie et héraldique

### Toponymie
Formes anciennes : Cantonsciacus vers 1015, Chantoce en 1190, Champtocé au XVe siècle. De Cantucius, nom d'homme gallo-romain,.
Gentilé : Champtocéens.

### Héraldique
| Blason | Blasonnement : D'or à la croix de sable. Commentaires : Il s'agit des armes de Gilles de Rais, natif de Champtocé-sur-Loire, dont il fut le seigneur. Ces armes sont elles-mêmes celles de sa baronnie de Retz, en Bretagne. |

## Histoire
On suppose que la terre se trouve au Xe siècle entre les mains du compte d'Anjou et qu'une citadelle défend déjà le passage de la Loire. Un château fort est en place au moins dès le XIe siècle, précédant probablement l'église qui semble avoir été fondée par des religieux de Saint-Florent-le-Vieil. Les chapelles y sont nombreuses, dont la plus ancienne est fondée avant la fin du XIIe siècle par Maurice de Craon.
Au début du XVe siècle, Marie de Craon, dont la famille possède la terre, épouse Guy de Laval, baron de Rais, seigneur de Blaison et de Chemillé. La terre passe alors dans les mains des seigneurs de Laval. De leur union naissent Gilles, baptisé dans la chapelle du château, et René de Rais.
Gilles de Montmorency-Laval, plus connu sous le nom de Gilles de Rais, qui exerce de nombreuses turpitudes dans la région, vend la terre au duc de Bretagne malgré les protestations du roi de France et de René d'Anjou. Le château est rendu plus tard, au milieu du XVe, à Prigent de Coëtivy, qui a épousé la fille de Gilles de Rais. Dès cette époque le château de Champtocé est passablement délabré, qui subit les guerres franco-bretonnes.
Le château reste habité jusqu'au milieu du XVIIe siècle.
55 habitants perdent la vie durant la Première Guerre mondiale et 10 lors de la Seconde Guerre mondiale.

## Politique et administration

### Administration municipale
| Période                                  | Période                   | Identité                         | Étiquette | Qualité                     |
| ---------------------------------------- | ------------------------- | -------------------------------- | --------- | --------------------------- |
| 1800                                     |                           | Christophe Berthelot             |           |                             |
| 1808                                     |                           | Thomy de La Haie                 |           |                             |
| 1813                                     |                           | Marie-Joseph Bernabé de La Haie  |           |                             |
| 7 avril 1815                             |                           | Auguste Mahot                    |           |                             |
| 12 juillet 1815                          |                           | Bernabé de La Haie               |           |                             |
| 9 décembre 1815                          |                           | Ange d'Andigné de Lancrau        |           |                             |
| 1821                                     |                           | Pierre Abraham                   |           |                             |
| 1826                                     |                           | Charles-Auguste-Joseph d'Andigné |           |                             |
| 1830                                     |                           | François Mareau                  |           |                             |
| 1836                                     |                           | Bodet-Boispineau                 |           |                             |
| 1838                                     |                           | Louis Mahot                      |           |                             |
| 24 février 1852                          |                           | Charles d'Andigné fils           |           | Nommé sous-préfet à Provins |
| 24 juin 1852                             |                           | Charles d'Andigné père           |           |                             |
| 1857                                     |                           | René Juin-Coupry                 |           |                             |
| 1865                                     |                           | Desjardin                        |           |                             |
| 1866                                     |                           | Gaston de La Bévière             |           |                             |
| 1912                                     |                           | Gustave Jubin                    |           |                             |
| 1945                                     |                           | Gaston de La Bévière             |           |                             |
| 1953                                     |                           | Stéphane Bodet                   |           |                             |
| mars 1977                                | mars 2008                 | Bernard Bourrigault              |           | Technicien SNCF retraité    |
| mars 2008                                | En cours (au 4 juin 2020) | Valérie Lévêque,                 |           | Vétérinaire                 |
| Les données manquantes sont à compléter. |                           |                                  |           |                             |

### Intercommunalité
La commune est membre de la communauté de communes Loire-Layon-Aubance. Jusqu'en 2016 elle était intégrée à l'intercommunalité Loire-Layon qui regroupait 10 communes et qui faisait partie de la structure administrative d'aménagement du territoire Pays de Loire en Layon.

### Autres circonscriptions
Jusqu'en 2014, Champtocé-sur-Loire fait partie du canton de Saint-Georges-sur-Loire et de l'arrondissement d'Angers. Ce canton compte alors dix communes. Dans le cadre de la réforme territoriale, un nouveau découpage territorial pour le département de Maine-et-Loire est défini par le décret du 26 février 2014. La commune est alors rattachée au canton de Chalonnes-sur-Loire, avec une entrée en vigueur au renouvellement des assemblées départementales de 2015.

## Population et société

### Démographie

#### Évolution démographique
L'évolution du nombre d'habitants est connue à travers les recensements de la population effectués dans la commune depuis 1793. Pour les communes de moins de 10 000 habitants, une enquête de recensement portant sur toute la population est réalisée tous les cinq ans, les populations de référence des années intermédiaires étant quant à elles estimées par interpolation ou extrapolation. Pour la commune, le premier recensement exhaustif entrant dans le cadre du nouveau dispositif a été réalisé en 2007.

En 2022, la commune comptait 1 837 habitants, en évolution de −1,76 % par rapport à 2016 (Maine-et-Loire : +2,12 %, France hors Mayotte : +2,11 %).
| 1793  | 1800  | 1806  | 1821  | 1831  | 1836  | 1841  | 1846  | 1851  |
| ----- | ----- | ----- | ----- | ----- | ----- | ----- | ----- | ----- |
| 1 421 | 1 831 | 1 771 | 1 245 | 1 923 | 1 977 | 1 980 | 2 124 | 2 197 |

| 1856  | 1861  | 1866  | 1872  | 1876  | 1881  | 1886  | 1891  | 1896  |
| ----- | ----- | ----- | ----- | ----- | ----- | ----- | ----- | ----- |
| 2 150 | 2 163 | 2 116 | 2 066 | 2 030 | 1 994 | 2 048 | 1 942 | 1 736 |

| 1901  | 1906  | 1911  | 1921  | 1926  | 1931  | 1936  | 1946  | 1954  |
| ----- | ----- | ----- | ----- | ----- | ----- | ----- | ----- | ----- |
| 1 750 | 1 687 | 1 680 | 1 479 | 1 549 | 1 556 | 1 462 | 1 413 | 1 371 |

| 1962  | 1968  | 1975  | 1982  | 1990  | 1999  | 2006  | 2007  | 2012  |
| ----- | ----- | ----- | ----- | ----- | ----- | ----- | ----- | ----- |
| 1 398 | 1 384 | 1 320 | 1 233 | 1 335 | 1 533 | 1 701 | 1 725 | 1 851 |

| 2017  | 2022  | - | - | - | - | - | - | - |
| ----- | ----- | - | - | - | - | - | - | - |
| 1 868 | 1 837 | - | - | - | - | - | - | - |

#### Pyramide des âges
La population de la commune est relativement jeune.
En 2018, le taux de personnes d'un âge inférieur à 30 ans s'élève à 35,1 %, soit en dessous de la moyenne départementale (37,2 %). À l'inverse, le taux de personnes d'âge supérieur à 60 ans est de 25,7 % la même année, alors qu'il est de 25,6 % au niveau départemental.
En 2018, la commune comptait 909 hommes pour 961 femmes, soit un taux de 51,39 % de femmes, légèrement supérieur au taux départemental (51,37 %).
Les pyramides des âges de la commune et du département s'établissent comme suit.
| Hommes | Classe d’âge | Femmes |
| ------ | ------------ | ------ |
| 1,1    | 90 ou +      | 4,1    |
| 7,2    | 75-89 ans    | 10,5   |
| 15,1   | 60-74 ans    | 13,2   |
| 19,5   | 45-59 ans    | 18,6   |
| 20,7   | 30-44 ans    | 19,8   |
| 15,4   | 15-29 ans    | 13,4   |
| 21,0   | 0-14 ans     | 20,4   |

| Hommes | Classe d’âge | Femmes |
| ------ | ------------ | ------ |
| 0,9    | 90 ou +      | 2,1    |
| 7      | 75-89 ans    | 9,5    |
| 16,2   | 60-74 ans    | 16,9   |
| 19,4   | 45-59 ans    | 18,7   |
| 18,2   | 30-44 ans    | 17,5   |
| 18,8   | 15-29 ans    | 17,6   |
| 19,5   | 0-14 ans     | 17,6   |

## Économie
Sur 129 établissements présents sur la commune à fin 2010, 24 % relèvent du secteur de l'agriculture (pour une moyenne de 17 % sur le département), 9 % du secteur de l'industrie, 17 % du secteur de la construction, 42 % de celui du commerce et des services et 8 % du secteur de l'administration et de la santé. Cinq ans plus tard, en 2015, sur les 164 établissements présents, 16 % relèvent du secteur de l'agriculture (pour une moyenne de 11 % sur le département), 9 % du secteur de l'industrie, 14 % de celui de la construction, 55 % du secteur du commerce et des services et 6 % de celui de l'administration et de la santé.

## Culture locale et patrimoine

### Lieux et monuments

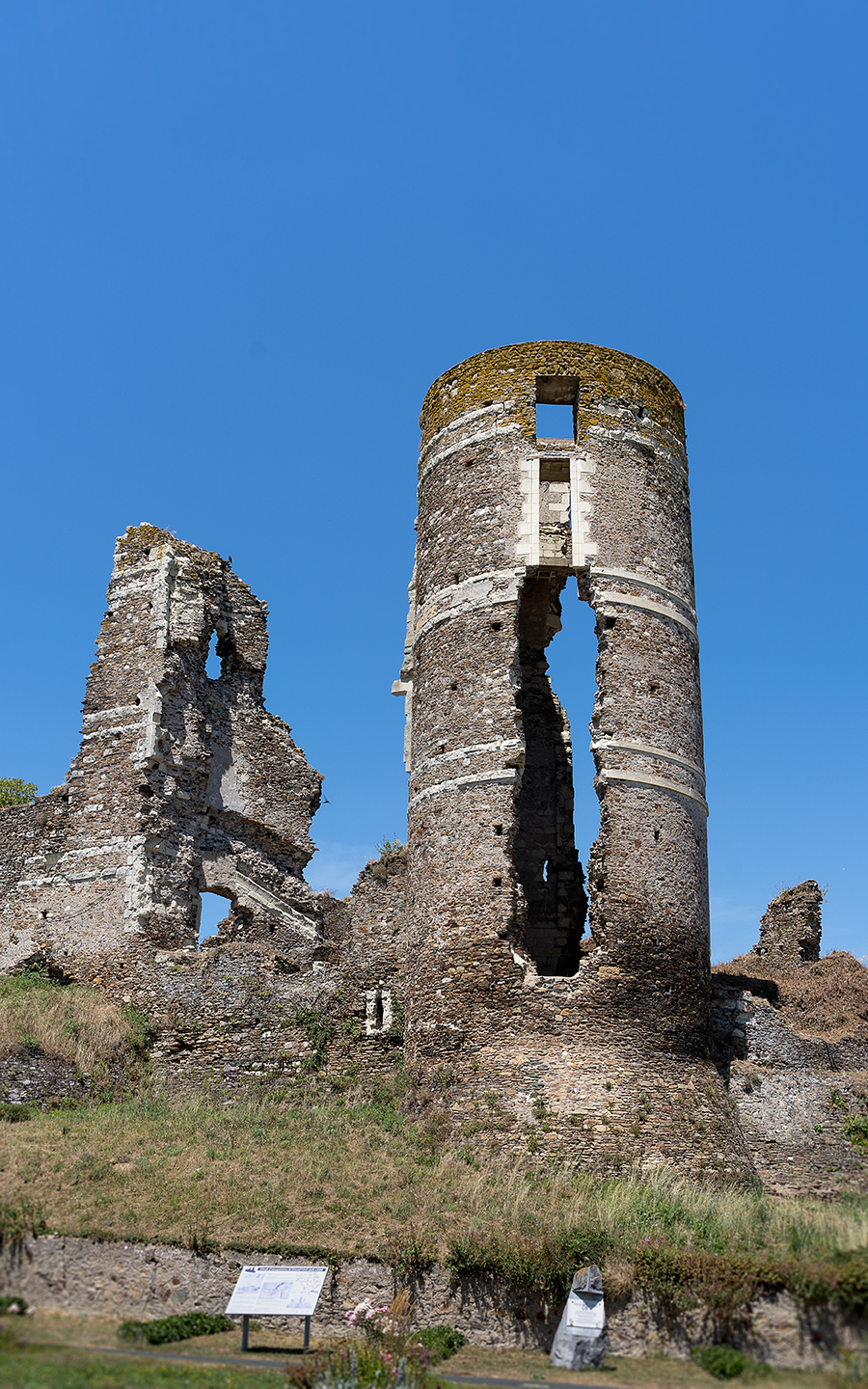
Château médiéval - La tour éventrée.

Trois châteaux de Champtocé sont inventoriés aux Monuments historiques :
- Le château de Beauchesne, construit au XVIIIe siècle, inscrit à l'inventaire supplémentaire des Monuments historiques par arrêté du 21 novembre 1977[34].
- Le château de Lancrau, des XVe et XIXe siècles, inscrit partiellement (chapelle) au titre des Monuments historiques par arrêté du 14 octobre 1963[35].
- Le château médiéval, dit de Gilles de Rais, dont les restes sont inscrits Monument historique par arrêté du 16 juin 1926[36].

On y trouve également les châteaux Le Pin et Vaubciseau.
La commune compte d'autres monuments historiques :
- Le dolmen du Champ-du-Ruisseau, classé Monument historique par décret du 29 septembre 1961[38] ;
- Le dolmen de la Romme, inscrit à l'inventaire supplémentaire des Monuments historiques par arrêté du 28 mars 1991[39] ;
- L'église Saint-Pierre, construite au XIVe siècle et au XVIe siècle, inscrite à l'inventaire supplémentaire des Monuments historiques par arrêté du 23 octobre 1972[40] ;

Le dolmen de la Boire de Champtocé, jusqu'alors totalement inconnu, a été révélé par la sécheresse de 1976 en Europe.
D'autre part, les jardins du château du Pin bénéficient du label jardin remarquable.

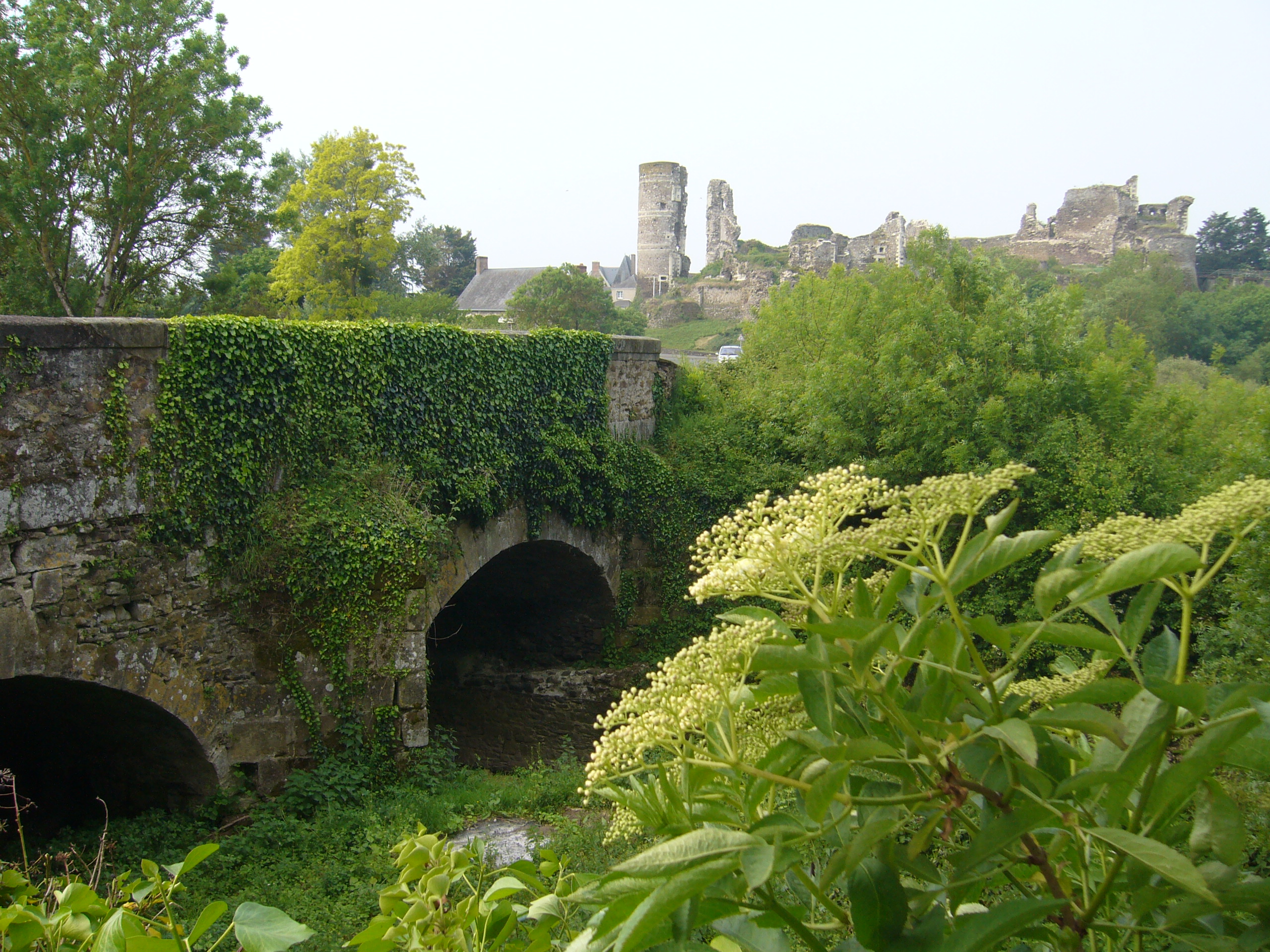
Pont sur la Romme devant le château de Champtocé.
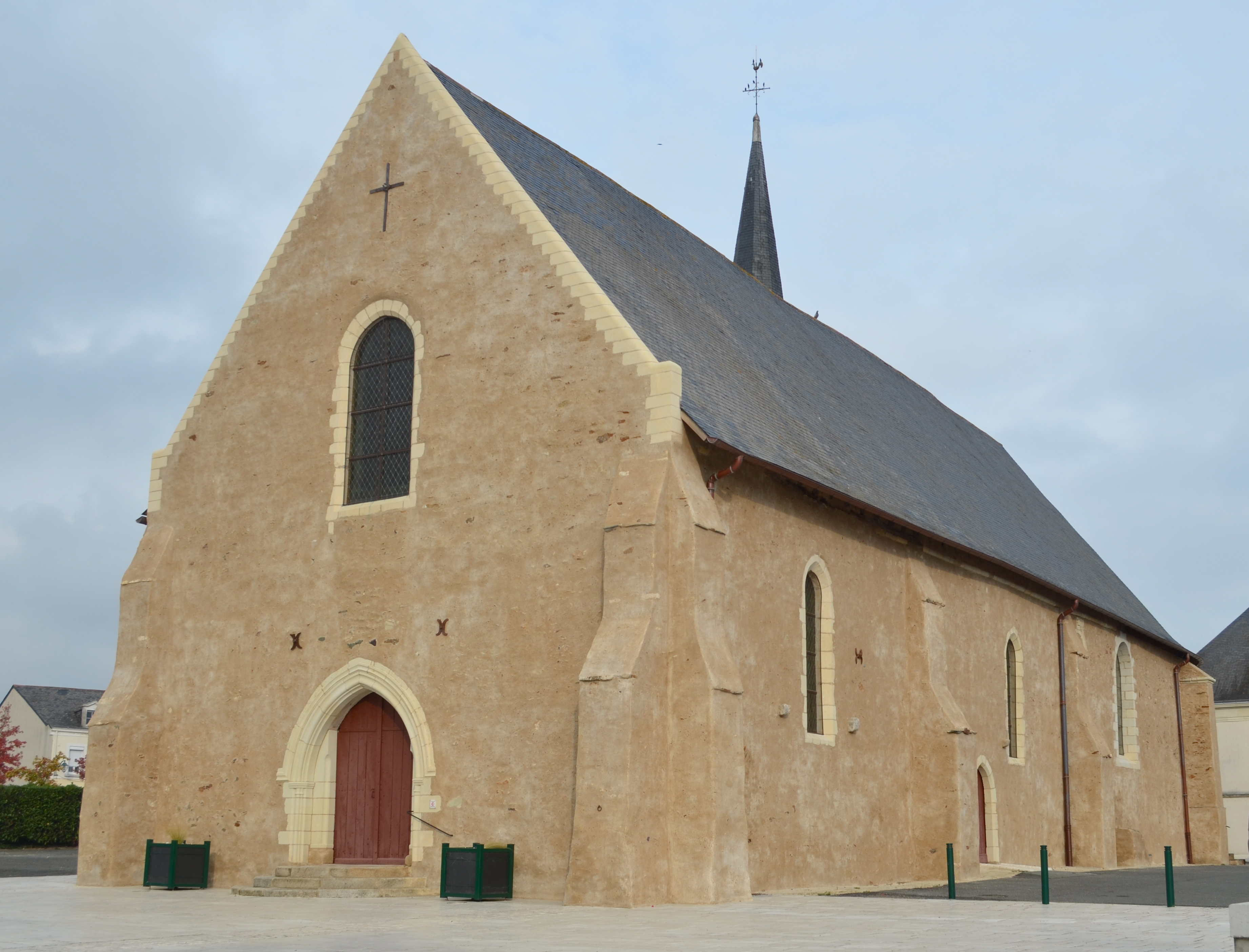
L'église Saint-Pierre.
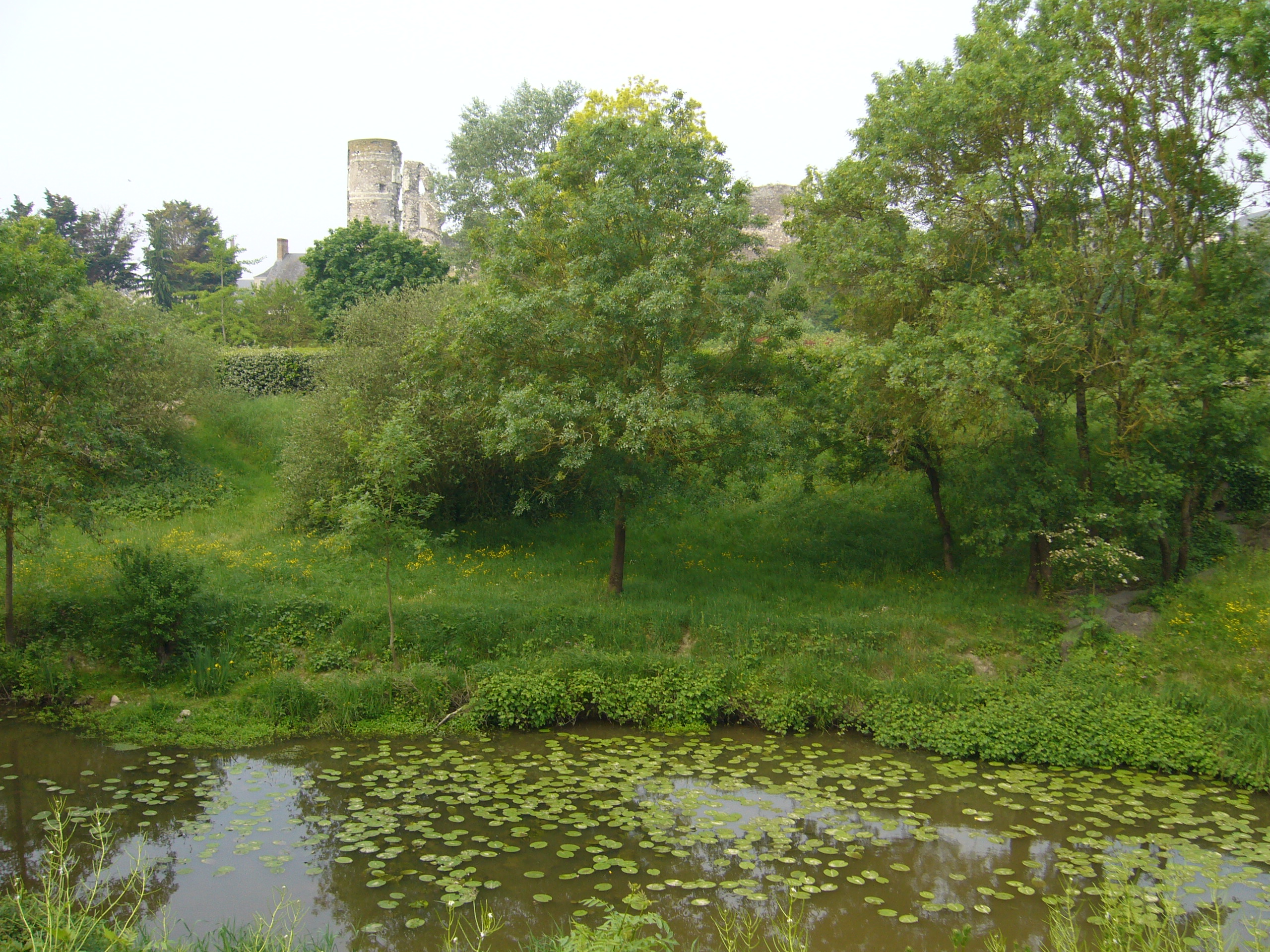
La rivière Romme s'écoulant devant le château de Champtocé.
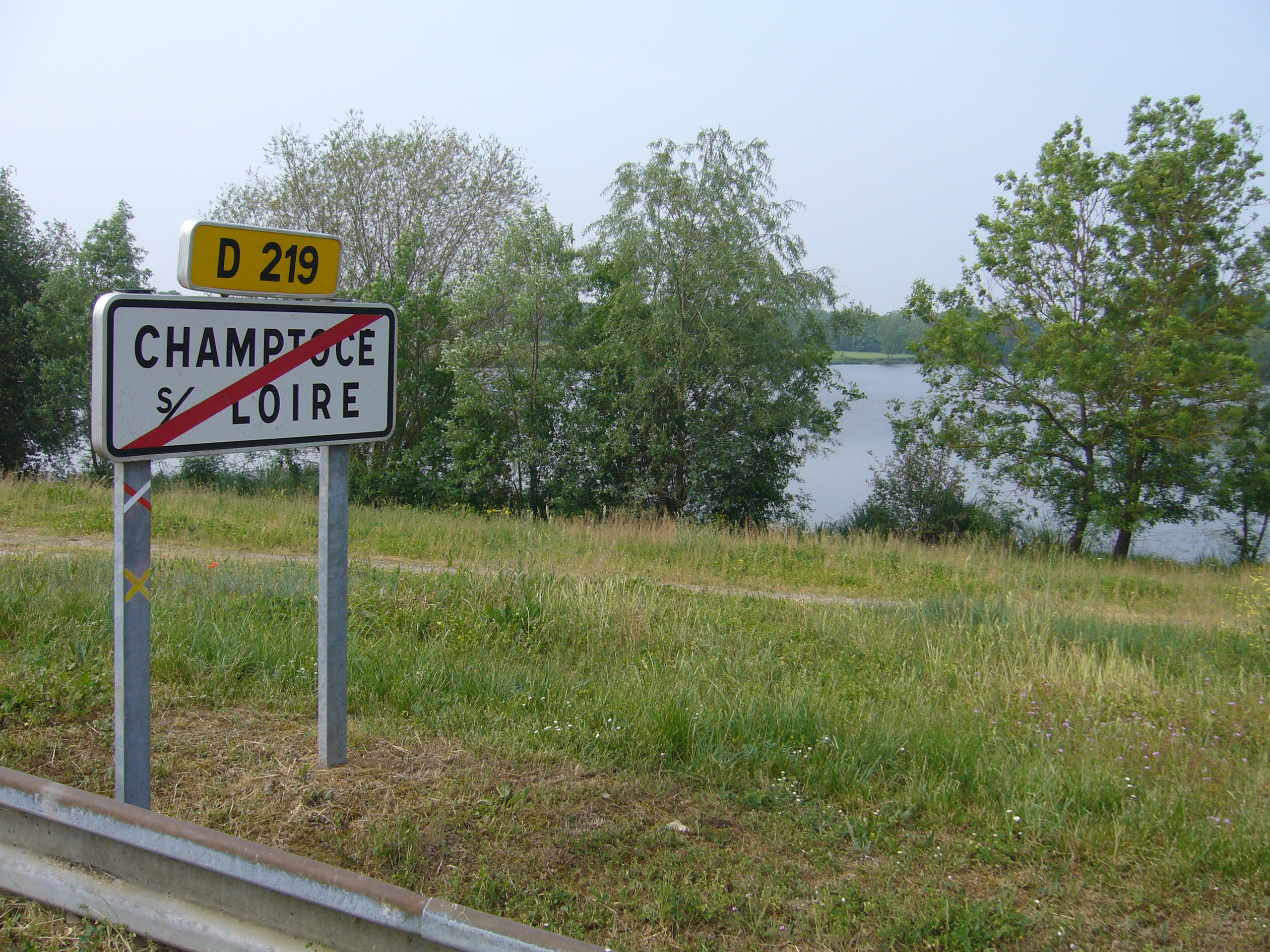
Vue partielle de la Boire de Champtocé.

### Personnalités liées à la commune
- Gilles de Rais, natif de Champtocé[43] et seigneur du lieu au XVe siècle[44]
- Pierre Delaunay (1870-1915), peintre né à Champtocé.